# Постнаціоналізм
Постнаціоналі́зм — процес або тенденція, під час якої національні держави й ідентичності втрачають своє значення відносно наднаціональних і глобальних суб'єктів. Хоча постнаціоналізм не є строгим антонімом націоналізму, два терміни та пов'язані з ними припущення прямо протилежні.
Є декілька чинників, які сприяють аспектам постнаціоналізму, включаючи економічні, політичні та культурні елементи.
Зростальна глобалізація економічних факторів, таких як розширення міжнародної торгівлі сировиною, промислових товарів та послуг, а також важливість багатонаціональних корпорацій та інтернаціоналізації фінансових ринків, перенесли акцент з національних економік на глобальні. У той же час, політична влада частково перекладається з національних органів на органи наднаціонального утворення — такі як ООН, Європейський Союз, Північноамериканська угода про вільну торгівлю (НАФТА) або НАТО. Крім того, засоби масової інформації й індустрія розваг стають глобальнішими і сприяють формуванню тенденцій і думки про наднаціональні рівні.
Постнаціоналізм розглядається як націоналізм постіндустріальної формації — постіндустріальний націоналізм. Згідно з постнаціоналізмом, інтереси окремої нації не можуть суперечити інтересам певної співдружності націй (сім'ї народів). Здійснюючи щось задля власного блага, кожна нація спочатку запитує себе, чи це корисно для всієї системи. Діяльність заради себе має приносити хоч маленьку користь усій співдружності.